# Gekitotsu! Satsujinken
Gekitotsu! Satsujin ken (激突! 殺人拳 Clash! Killer Fist) (hay còn gọi là The  Street Fighter (Japanese: ザ • ストリート • ファイター, Hepburn: Za Sutorīto Faitā)) là một bộ phim võ thuật, xã hội đen do hãng Tōei Nhật Bản chế tác, được công chiếu vào ngày mùng 2 tháng 2 năm 1974. Sự thành công của nó dẫn đến sự ra đời của hai tập phim tiếp theo "Gekitotsu! Satsujinken 2" và "Gyakushū! Satsujinken".
Đây là bộ phim tiếp theo trong series phim Karate "Body Guard Kiba" do nam tài tử Chiba Shin-ichi thủ diễn. "Gekitotsu! Satsujinken" là bộ phim hâm nóng lại làn sóng phim về đề tài xã hội đen (Yakuza) của hãng Tōei sau một thời gian nguội lạnh.
Hãng New Line Cinema (Mỹ) đã mua lại bản quyền phim này và trình chiếu tại Mỹ quốc dưới cái tên "The Street Fighter" vào tháng 11 năm 1974. Nó đã nhanh chóng chiếm được tình cảm của khán giả Mỹ và đẩy lùi các đại tác được trình chiếu đồng thời khác như "Airport 1975", "The Odessa File" và "Le Petit Prince". "Gekitotsu! Satsujinken" lọt vào top 5 phim hay nhất nước Mỹ trong 3 tuần liền và trở thành một tác phẩm tiêu biểu cho nam tài tử Chiba Shin-ichi. Đây còn là bộ phim Nhật đầu tiên được tạp chí Variety ca ngợi.
Hãng New Line Cinema đã đặt tên cho diễn viên Chiba Shin-ichi là Sonny Chiba, và kể từ đó cái tên này trở nên nổi như cồn ở khắp nơi trên Thế giới.

## Nội dung
Tsurugi Takuma là một cao thủ Karate và cũng là một kẻ giết mướn chuyên nghiệp. Một ngày nọ, Takuma được Ngũ Long Hội, tổ chức Mafia Cực Đông đến ủy lại việc bắt cóc con gái của ông vua dầu hỏa vừa mới qua đời. Biết được âm mưu đằng sau vụ này, Takuma đã từ chối và bị cuốn vào vòng chiến...

## Diễn viên
Lưu ý: Các tên được dịch sang tiếng Anh
- Shinichi "Sonny" Chiba trong vai Takuma (Terry) Tsurugi
- Yutaka "Doris" Nakajima trong vai Sarai Chuayut-Hammett
- Goichi "Gerald" Yamada trong vai Rakuda (Ratnose) Zhang
- Masashi "Milton" Ishibashi trong vai Tateki (Junjo) Shikenbaru
- Jirō Chiba trong vai Gijun Shikenbaru
- Etsuko "Sue" Shihomi trong vai Nachi Shikenbaru
- Masafumi Suzuki trong vai Kendō Masaoka
- Nobuo Kawai trong vai Tetsunosuke Tsuchida
- Ken Kazama trong vai Senkaku Kan
- Yūshiro Sumi trong vai Onaga
- Rinichi Yamamoto trong vai Kowloon Dingsau
- Fumio Watanabe trong vai Renzō Mutaguchi
- Osman Yusuf trong vai Kingstone
- Tatsuo Endō trong vai Bayan
- Chico Lourant trong vai Bondo
- Tony Cetera trong vai Abdul Jadot

## Hậu trường
"Gekitotsu! Satsujinken" là bộ phim lột tả được hết chất tàn khốc của Karate qua diễn xuất của Chiba Shin-ichi. Phim có sự hợp tác của Yamaguchi Gōgen, người sáng lập phái Karate Gōjū và Suzuki Masafumi, quán trưởng của Seibukan (Chánh võ quán) và cũng là hội trưởng liên đoàn Karate cương toàn quốc Nhật Bản. Vì vậy, trong phim có những cảnh Kata của phái Karate Gōjū. Vai diễn Shikenbaru, kẻ thù của Chiba trong phim do Ishibashi Masashi đảm nhiệm. Ngoài đời, Masashi là sư huynh của Chiba Shin-ichi ở võ đường Karate Kyokushin.
Hãng New Line Cinema đánh giá khả năng diễn xuất võ thuật của Chiba Shin-ichi qua phim này cao hơn Lý Tiểu Long đương thời. Bộ phim đã gây sóng gió ở 18 rạp chiếu các địa phương Nam trung bộ nước Mỹ. Các công ty điện ảnh châu Âu, Úc cũng đổ xô đi mua bản quyền của phim này. Lý do thành công của nó là "mang tính kỹ thuật và sức mạnh, sát với Karate thực tế chứ không mang tính nhảy múa như Kungfu Lý Tiểu Long", "biết lợi dụng các kỹ thuật của thể dục dụng cụ mang tính uyển chuyển cao".
"Gekitotsu! Satsujinken" được công chiếu tại Mỹ với cái tên "The Street Fighter" và nhanh chóng được liệt vào hạng X vì những cảnh bạo lực, trong đó có cảnh nhân vật chính Tsurugi Takuma dùng tay không xé lìa bộ phận sinh dục của đối thủ. Sau đó, 16 phút phim được biên tập để phù hợp với hạng R.
Trong phiên bản lồng tiếng Anh, nhân vật Tsurugi Takuma được gọi là Terry Sugury trong phần credit, nhưng các diễn viên lồng tiếng lại phát âm là Terry Tsurugi. Đối thủ chính của Tsurugi trong phiên bản Nhật ngữ là Shikenbaru Tateki cũng "bị dịch" nhầm thành Junjō trong bản tiếng Anh.